# Vierhuizen (Eemsdelta)
Vierhuizen (Gronings: Vaaierhoezen) is een gehucht in de Groningse gemeente Eemsdelta. Het ligt net even boven Spijk. Er staan hier letterlijk vier huizen (boerderijen). Ten westen van de Vierhuizerweg lag vroeger een dobbe.
Het gehucht ligt rond een wierde die vroeger Quellerborch of Vierhuisen werd genoemd en tot de bedijking van 1718 buitendijks was gelegen op de kwelder. Oorspronkelijk stond op elk kwadrant van de wierde een boerderij. Johan Sems tekende in 1631 vijf huizen op zijn kaart en schreef dat er "een pael boven de gront, of het groenlant [stond], hooch 4,5 voet" en dat "een inwoonder aldaer getuigt, dat als het water zo hooch is als gemelde pael, dat et alsdan bij tijd over de dijck loopt." Later werd de zuidwestelijke boerderij op de wierde afgebroken en het erf geëgaliseerd. De rest van de wierde is echter intact gebleven.
Vlak bij Vierhuizen ligt Tweehuizen.

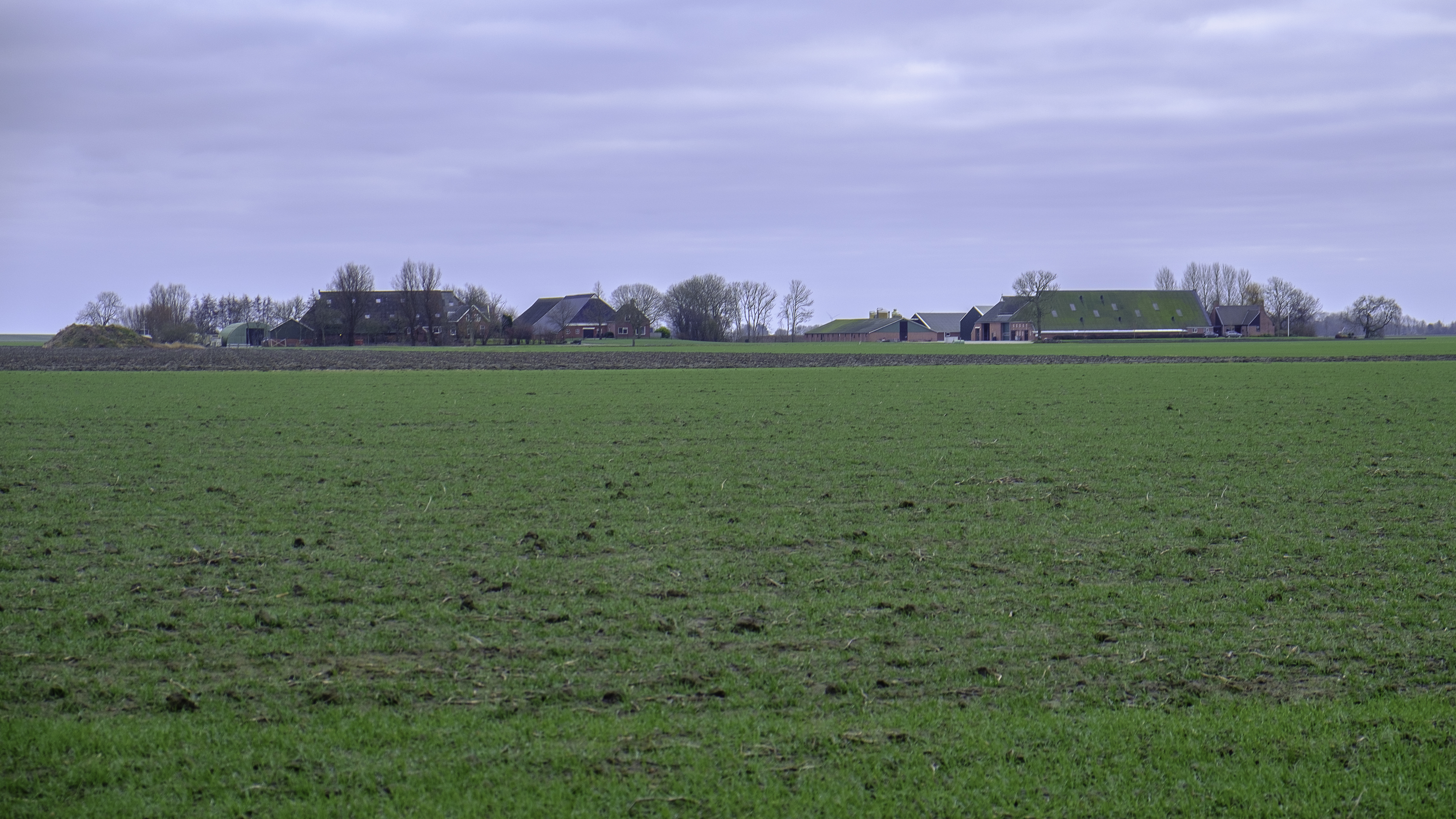
Vierhuizen gezien vanaf de Tweehuizerweg
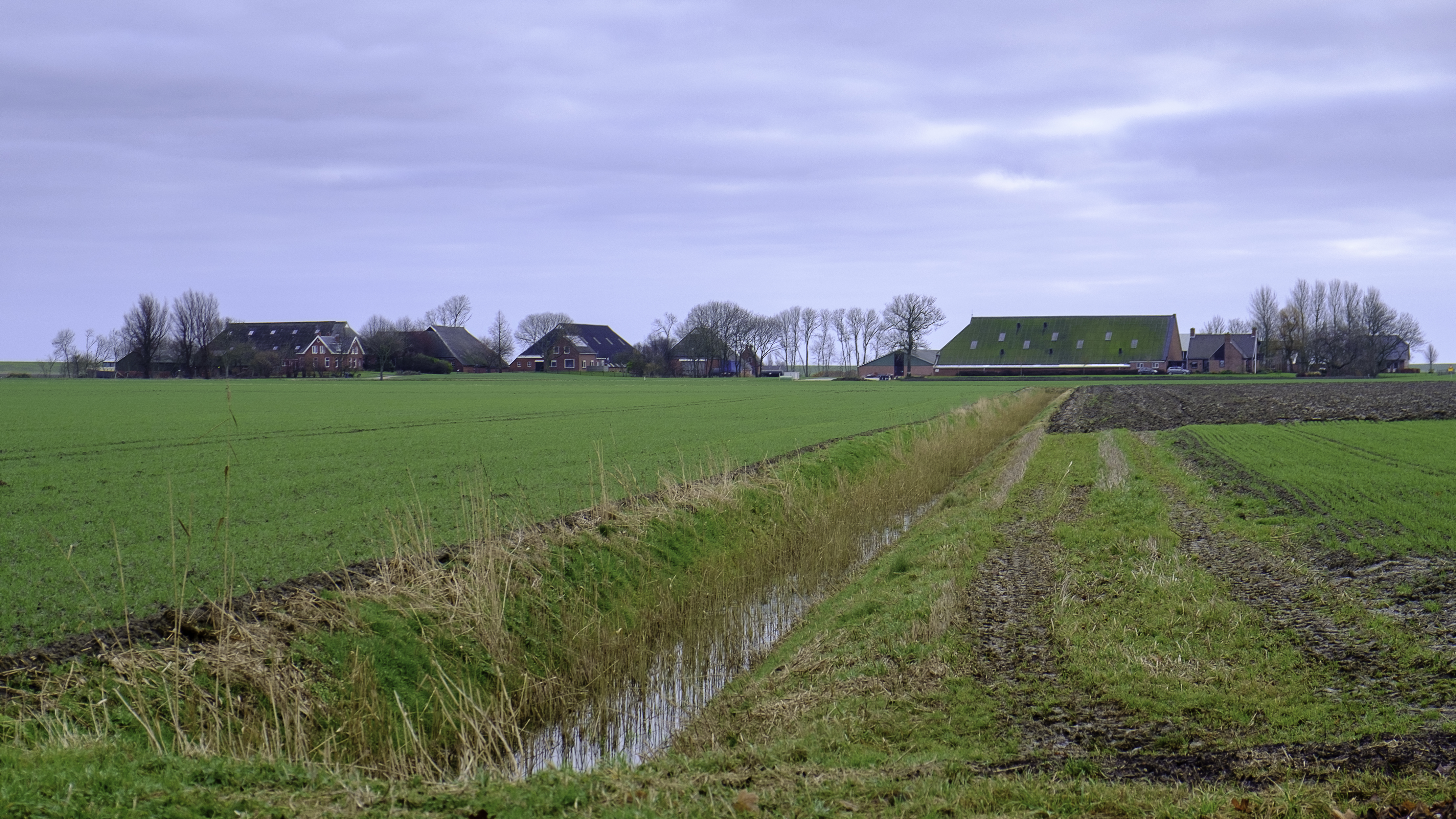

Groningen: Steden en dorpen      Nederland: Provincies · Gemeenten